# Ана Родрігіш
Ана Родрігіш (порт. Ana Rodrigues, 21 квітня 1994) — португальська плавчиня.
Учасниця Олімпійських Ігор 2012 року.